# Jaroslav Růžička
Jaroslav Růžička (* 1. září 1953) je český podnikatel, letecký konstruktér, manažer společnosti Evektor-Aerotechnik, bývalý československý politik a poslanec Sněmovny lidu Federálního shromáždění za Občanské fórum po sametové revoluci.

## Biografie
V listopadu 1989 se podílel na budování Občanského fóra v Uherském Hradišti. Jeden z mítinků OF v těch dnech se konal před balkonem domu, v kterém Růžička bydlel, vedle hotelu Slunce. Profesně je k roku 1990 uváděn jako vývojový pracovník k. p. LET, bytem Uherské Hradiště.
V lednu 1990 zasedl v rámci procesu kooptací do Federálního shromáždění po sametové revoluci do Sněmovny lidu (volební obvod č. 96 – Hodonín-Uherské Hradiště, Jihomoravský kraj) jako bezpartijní poslanec, respektive poslanec za Občanské fórum. Ve Federálním shromáždění setrval do svobodných voleb roku 1990.
Později začal podnikat. Působí jako manažer a spolumajitel firmy Evektor. Začínal s poradenstvím, později přešla firma na výrobu vlastních ultralehkých letadel, převážně na export. Za vývoj letadla VUT 100 Cobra dostala firma Evektor Aerotechnik cenu Česká hlava. Jejím produktem je i stroj Evektor EV-55 Outback. Růžička působí jako viceprezident Asociace českých leteckých výrobců. Je ženatý, má dvě děti.